# Ortanova rosato
L'Ortanova rosato è un vino DOC la cui produzione è consentita nella provincia di Foggia.

## Caratteristiche organolettiche
- colore: rosato più o meno intenso.
- odore: leggermente vinoso, gradevole, trattato, se giova-ne.
- sapore: asciutto armonico, fresco se giovane.

## Produzione
Provincia, stagione, volume in ettolitri
- Foggia (1990/91) 131,0
- Foggia (1991/92) 79,0